# Desa Kedondong (administrativ by i Indonesien, Jawa Tengah, lat -6,87, long 110,69)
Desa Kedondong är en administrativ by i Indonesien.   Den ligger i provinsen Jawa Tengah, i den västra delen av landet, 400 km öster om huvudstaden Jakarta.